# 近親南方古猿
近親南方古猿，是南猿亞族之滅絕物種，起源自衣索匹亞阿法爾州沃蘭索-米勒，生存於350萬至330萬年前的上新世。由於目前僅能從三塊部分顎骨標本去了解近親南方古猿，因此尚無法確定這些化石標本是否能確實代表了一個獨特之物種，亦或屬於更為人所知的阿法南方古猿。與其他早期人族物種相比，近親南方古猿有著向前凸出的顴骨，以及小頰齒特徵。目前尚未清楚是否可以將顯現出靈巧大腳趾之部分腳部標本（在任何南方古猿中都未知的特徵）當作近親南方古猿之判別標準。近親南方古猿生活在有著開闊的草原、湖畔或河畔森林的混合型環境之中。人類學家佛瑞德·斯波表示，近親南方古猿與傳統上與肯亞平臉人有關之肯亞洛梅奎遺址石器工藝可能相關。近親南方古猿與阿法南方古猿共存，且他們可能已歷經生態區位分化，以避免競爭相同資源，例如在食物短缺時，會仰賴不同後備食物。

## 分類學
近親南方古猿首次於2015年由衣索比亞古人類學家約翰尼斯·海爾-塞拉西及其同事，根據來自衣索比亞阿法爾州沃蘭索-米勒伯特利地區（標本代號BRT）及韋塔萊塔地區（標本代號WYT）之顎骨化石所發表。2011年3月4日，當地居民穆罕默德·巴拉奧發現了編號BRT-VP-3/1之正模式標本，此標本為一年輕成人之左上頜骨，除了第一顆門齒和第三顆大臼齒外，其餘牙齒皆存。近親南方古猿之副模式標本，有編號BRT-VP-3/14，所有門齒皆存之完整成人下頜骨體，及編號WYT-VP-2/10，由衣索比亞化石獵人阿托·阿勒瑪耶胡·阿斯法發現之成人右下頜骨。在BRT-VP-3/14以東5米（16英尺）處，發現了帶有第四前臼齒之右側上頜骨碎片標本BRT-VP-3/37，目前尚未釐清這些碎片是否屬於同一個人。經沉積物定年，確定年代為350萬至330萬年前，即上新世中期。
描述者認為近親南方古猿化石與當代著名之阿法南方古猿有著足夠不同，可區分為不同物種，且被認為與阿法南方古猿、羚羊河南方古猿及肯亞平臉人一樣，屬於皮亞琴期逐漸多樣化之南猿。該物種之種小名“deyiremeda”是由阿法爾語的兩個詞所組成：“deyi”的意思為“接近的”，而“remeda”則是“親戚”之意；因此，近親南方古猿之種小名，意指該物種是後來所有人族的近親。儘管被提出之物種區分特徵在統計學上已具顯著性差異，但考量到近親南方古猿存在的標本很少，尚不清楚這是否確實需要物種區分，亦或這些標本是否只是增加了阿法南方古猿之正常變異範圍。如果近親南方古猿被認定為一個物種，代表一些現存之阿法南方古猿標本，事實上可能為近親南方古猿。
海爾-塞拉西及其同事指出，儘管近親南方古猿與健壯的傍人有許多相似之處，但兩者可能沒有密切相關，因為近親南方古猿沒有傍人之放大臼齒特徵。
|  |

## 解剖學
儘管生存年代相當早期，近親南方古猿與後來之人屬、傍人屬頜骨有一些相似之處：下巴可能以39°的角度向外突出（凸頜），相似於其他多數早期人屬物種。而其顴骨比大多數阿法南方古猿標本更向前凸出。與阿法南方古猿不同的是，近親南方古猿之頰齒壁是傾斜的，而非呈直線走向，這點特徵與傍人相似。近親南方古猿之上犬齒按比例小於其他南方古猿，但在形態上與湖畔南方古猿之犬齒相似。早期人屬物種之頰齒非常小，近親南方古猿之第一臼齒更是上新世成年人屬物種中最小的。近親南方古猿之琺瑯質與其他早期人屬物種一樣地厚，甚至其第二臼齒之琺瑯質含量非常高，非常似於羅百氏傍人。近親南方古猿之顎骨雖小卻十分穩健，此特徵似於傍人。

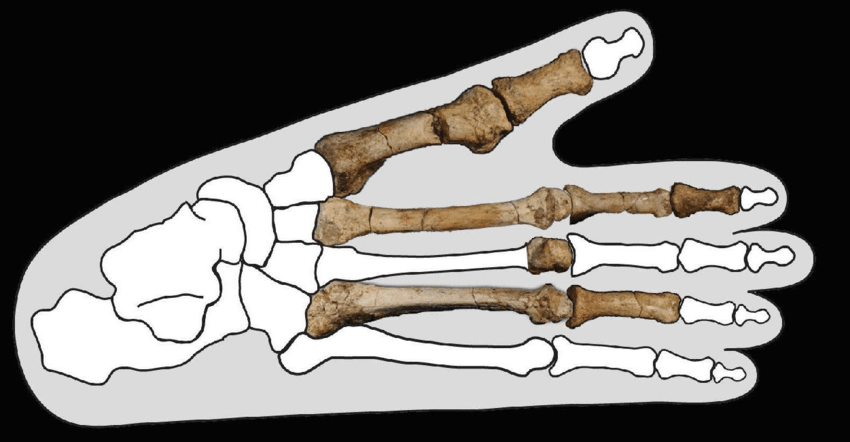
BRT-VP-2/73重建圖

2012年，在沃蘭索-米勒發現了340萬年前的部分腳部標本BRT-VP-2/73。它與早期之始祖地猿一樣具有靈巧的大腳趾，這點與當代及晚期人屬物種有著很大不同，因此沒有被歸為同一物種。儘管之後在該地區發現了更多具有特徵意義的臉部化石，但它們與腳部化石沒有明確關聯。

## 古生態學
近親南方古猿擁有強壯的顎骨及厚實的琺瑯質，與通常被認為主要是南方古猿賴以生存之堅硬莎草科作物及其他類似食物飲食有極大關聯。而其上門齒、犬齒、第一前臼齒之琺瑯質發育不全，可能是因仍在牙齒生長期的嬰兒，於琺瑯質生成時營養不良或疾病所造成。近親南方古猿很可能是廣適種，他們與阿法南方古猿共存，且他們可能已歷經生態區位分化，因為他們棲息於相同區域；也因此，考慮到牙齒及咀嚼差異，他們可能有不同的飲食及（或）棲息地偏好，除非這些差異僅是遺傳漂變產物。就像黑猩猩和大猩猩或多或少具有相同飲食習慣及棲息地偏好一樣，近親南方古猿及阿法南方古猿可能在食物豐沛時共享兩者相同習慣之典型食物，並在食物短缺時，會各自仰賴不同後備食物。
北肯亞的洛梅奎遺址石器工藝與上新世中期的肯亞平臉人有著鬆散的關聯，因為發現擁有向前凸出的顴骨、三齒根的前臼齒、很小的第一臼齒，這些被認為是肯亞平臉人特徵的上顎碎片。然而上述特徵也出現在近親南方古猿中，人類學家佛瑞德·斯波認為近親南方古猿實際存在於此地。洛梅奎遺址是最早的文化，活動時間被確定為330萬年前。遺址裡的石片從響岩、粗面響岩及玄武岩製成的石核剝落下來。近親南方古猿用一隻手握住石核，並用錘石垂直敲擊它，這雖是一個簡單步驟，但比人類以外靈長類動物之工具製造行為更複雜。
上新世中期的沃蘭索-米勒有放牧的高角羚、狷羚、大象，及食嫩植的長頸鹿、棲息在森林的猴子。其中，牛科動物的腳似乎並不專用於任何特定類型的地面（如潮濕、柔韌、堅硬），而有蹄類動物的牙齒化石顯示放牧動物、食嫩植動物及雜食動物的數量相當。以上所述，顯示此處是一個混合環境，既有開闊的草原，也有湖畔或河畔的森林。類似此型態的混合型環境，除了近親南方古猿外，同樣有著湖畔南方古猿及阿法南方古猿棲息，他們似乎沒有偏好的環境。

## 各方判讀及解釋
威斯康辛大學麥迪遜分校的古人類學家約翰·D·霍克斯表示，如果海爾-塞拉西是正確的，代表現存部分阿法南方古猿化石實際上屬於近親南方古猿，並意味著必須質疑現今阿法南方古猿化石之全部判斷依據。
密蘇里大學的解剖學家卡蘿·沃德表示，這些化石“超出迄今為止任何物種的變異範圍”，但需要更多標本進行有效比對。沃德同時提到，露西可能“並不孤單”，露西生存的年代可能同時有著適應不同生態區位的其他南方古猿物種。
加州大學柏克萊分校的古人類學家蒂姆·D·懷特表示，還需更多證據證明這些化石變異不僅僅為阿法南方古猿之變異範圍。
亞利桑那州立大學的古人類學家威廉·金博表示，近親南方古猿與阿法南方古猿兩者之間差異“非常微妙”。

## 外部連結
- BRT-VP-3/1及BRT-VP-3/14化石照片暨說明 （页面存档备份，存于）－ResearchGate
- 人類演化歷程（互動式） （页面存档备份，存于）－史密森尼國立自然史博物館